# Nuestra Belleza El Salvador 2014
Nuestra Belleza El Salvador 2014 tuvo lugar el 25 de abril y 2 de mayo de 2014 siendo el día 26 de abril la final en traje de baño en el Hotel Decameron Real en  Salinitas, Sonsonate y el día 2 de mayo la final de traje de gala y al final de la noche fueron coronadas las nuevas soberanas. Nuestra Belleza Universo 2013, Alba Delgado y Nuestra Belleza Mundo 2013, Paola Ayala coronaron a sus sucesoras en la gala del 27 de abril. Las ganadoras representaron a El Salvador en Miss Universo 2014 y Miss Mundo 2014.

## Resultados
| Resultado Final                           | Concursante                                                                                 | Residencia |
| ----------------------------------------- | ------------------------------------------------------------------------------------------- | ---------- |
| Nuestra Belleza El Salvador Universo 2014 | - Patricia Murillo                                                                          | Juayua     |
| Nuestra Belleza El Salvador Mundo 2014    | - Larissa Vega                                                                              |            |
| 1a. Finalista                             | - Rocío Romano                                                                              |            |
| 2a. Finalista                             | - Sofía Trigueros                                                                           |            |
| 3a. Finalista                             | - Yanira Interiano                                                                          |            |
| Top 10                                    | - Gabriela Orellana - Jennifer Abrego - Fátima Campos - Lissette Hernández - Roxana Murillo |            |

## Candidatas
| Candidata                | Edad | Altura          |
| ------------------------ | ---- | --------------- |
| Gabriela Orellana        | 20   | 1,68 m (5′ 6″)  |
| Roxana Murillo           | 21   | 1,65 m (5′ 5″)  |
| Claudia Patricia Murillo | 21   | 1,74 m (5′ 9″)  |
| Mirna Interiano          | 20   | 1,80 m (5′ 11″) |
| Jennifer Abrego          | 20   | 1,71 m (5′ 7″)  |
| Rocío Romano             | 19   | 1,68 m (5′ 6″)  |
| Larissa Vega             | 21   | 1,73 m (5′ 8″)  |
| Jocelyn Portillo         | 24   | 1,72 m (5′ 8″)  |
| Fátima Campos            | 20   | 1,72 m (5′ 8″)  |
| Sofía Trigueros          | 19   | 1,65 m (5′ 5″)  |
| Lissette Hernández       | 19   | 1,76 m (5′ 9″)  |
| Carmen Rivera            | 19   | 1,62 m (5′ 4″)  |
| Stephanie Bolaños        | 20   | 1,69 m (5′ 7″)  |
| Delmy Ángel              | 19   | 1,67 m (5′ 6″)  |
| Julia Fuentes            | 20   | 1,67 m (5′ 6″)  |